# アンコール!!
『アンコール!!』（Song for Marion、米公開時英題：Unfinished Song）は2012年のイギリスのコメディ映画。
ポップスやロックを歌う合唱団を舞台に、テレンス・スタンプとヴァネッサ・レッドグレイヴ演じる一組の老夫婦とその家族や仲間たちを描く物語。監督はポール・アンドリュー・ウィリアムズ。
2012年9月に開催された第37回トロント国際映画祭のクロージング作品として初上映され、第15回英国インディペンデント映画賞の脚本賞、主演男優賞、助演女優賞にノミネートされた。

## ストーリー
ロンドン。72歳のアーサーは無口な頑固者として有名で、修理工の息子にも冷たい。最愛の妻マリオンにだけ笑顔を見せる。病弱だが陽気なマリオンの趣味はロックやポップに挑戦する合唱団「年金ズ」（OAPZ=Old Age Pensioners）に通うことだ。「年金ズ」に国際コンクール予選に出場するチャンスがくるが、マリオンはガン再発を告知され、延命の化学療法よりは「ポテトフライとアイス」を楽しむ方がいいといわれる。合唱団は励ましにきて「サンシャイン」を家の前で歌ってくれるが、アーサーは怒鳴ってしまう。謝罪やマリオンの送迎で合唱団に通う。オーディションの日に、「年金ズ」は明るくセックスを題材とした「Let's Talk About Sex」などを歌い、マリオンはシンディ・ローパーの「トゥルー・カラーズ」をソロで歌う。その後、いきなり亡くなってしまい、アーサーは動揺から息子に会いたくないと伝える。
雨の中、美人音楽教師エリザベスが男に振られたといってやって来る。「恋愛を続けることが絶望的に下手」と泣くのに対して、マリオンが世の中に必ず相手がいるといって結婚した話で慰める。歌声を誉められて本選でソロを歌うことにするが、バスに乗って来ない。会場に姿を現すが、「年金ズ」は規格外とされて出場できない。帰りのバスでアーサーが怒り、みんなで勝手にステージに上がる。ソロの曲をなかなか歌い出せなかったが、息子が連れて来た孫の声に押されて、ビリー・ジョエルの「眠りつく君へ」を歌い始める。

## キャスト
※括弧内は日本語吹替
- アーサー - テレンス・スタンプ（佐々木敏）
- マリオン - ヴァネッサ・レッドグレイヴ（谷育子）
- エリザベス - ジェマ・アータートン（清水理沙）
- シェリル - エリザベス・カウンセル（英語版）（宮寺智子）
- ジェームズ - クリストファー・エクルストン（村治学）